# San Ramón (Costa Rica)
San Ramón es el distrito primero y ciudad cabecera del cantón de San Ramón, en la provincia de Alajuela, de Costa Rica.
Además de conservar su rico patrimonio y tradición, San Ramón continúa sirviendo como enlace entre las comunidades agrícolas al norte del Valle Central y el Gran Área Metropolitana.

## Toponimia
El nombre de San Ramón fue otorgado por dos figuras prominentes en la fundación de la ciudad, Ramón Salas (1838-1902) y Ramón Rodríguez (1818-1893), quienes colocaron el área bajo la protección de San Ramón Nonato.

## Historia
La historia de San Ramón se inicia con la llegada de los colonos europeos en esta parte del Valle Central a principios del decenio de 1840. Estos primeros colonizadores fundaron granjas tradicionales en la zona, muchas de las cuales o bien siguen funcionando o desde entonces se han convertido al cultivo de los tres principales productos de exportación de la región: plantas ornamentales tropicales, caña de azúcar y café. 
En 1854 el pueblo de San Ramón fue elevado al nivel de municipio, luego, en 1856, cinco escuelas fueron financiadas, lo que fue el inicio de la herencia de la Municipalidad de San Ramón como el principal centro educativo, y más tarde comercial, del cantón. 
Su historia se remonta al siglo XIX y organiza eventos para marcar una u otra manera el destino de todo el país, por ejemplo la creación del Partido Liberación Nacional y la abolición del ejército por la mano del expresidente José Figueres Ferrer.

## Ubicación
San Ramón se encuentra a 55 kilómetros al noreste de Puntarenas en el Golfo de Nicoya, 44 kilómetros al noroeste de la ciudad de Alajuela y a 58 kilómetros de la ciudad capital nacional de San José.
Se ubica también a 31 km del Aeropuerto Internacional Juan Santamaría en Alajuela. Su ubicación en el, a 140 km al oeste del Caribe en un punto al norte de Limón. La ruta 702 discurre desde el norte de la ciudad directamente al destino turístico del Volcán Arenal, y la carretera Panamericana corre justo al sur del borde sur de la ciudad permitiendo fácil acceso a todos los demás puntos de norte a sur en el país.

## Geografía
San Ramón cuenta con un área de 1,28 km² y una altitud media de 1057 m s. n. m.

## Clima
A pesar de la latitud tropical de San Ramón, la temperatura tiende a ser desde templada a muy suave durante todo el año: 13 a 27 °C . Esto se debe en gran parte a la altitud de la ciudad de 1057 m s. n. m. 
De junio a octubre es considerado el estación lluviosa o "verde" con noviembre a mayo considerada la "estación seca". Períodos diurnos son muy predecibles debido a la latitud de Costa Rica: El sol se levanta en San Ramón en aproximadamente 5:45 y se pone a las 18:30, con muy poca variación a lo largo del año. Este ciclo regular es aún más evidente en los patrones de precipitación, sobre todo durante la temporada de lluvias. A medida que el sol de la mañana se eleva, el aire que ya está húmedo debido a una cierta cantidad de elevación orográfica que se añade por el Océano Pacífico, se carga aún más por la evapotranspiración en donde el agua extraída del suelo por las plantas y los árboles se transpira en la atmósfera. Esto conduce a un patrón relativamente consistente de la mañana la mayoría de sequía seguidos de lluvias en la tarde, por lo general comienza alrededor de las 14:00. Las lluvias pueden durar durante un corto período, o durante varias horas, y existe la posibilidad de que aparentemente iguales o habrá una lluvia o llovizna. Las noches pueden ser más frío de lo que cabría esperar debido a la altitud, y más frío aun en las noches después de un evento de lluvia. Se han registrado temperaturas mínimas de hasta 9 °C en las partes altas de este cantón.

## Demografía
Para el año 2022, San Ramón cuenta con una población estimada de 7725 habitantes, y para el último censo efectuado, en 2011, San Ramón contaba con una población de 8717 habitantes.
San Ramón es la cuna del poeta Lisímaco Chavarría y de los expresidentes de la república José Figueres Ferrer y Francisco José Orlich Bolmarcich.

## Localidades
- Barrios: Bajo Ladrillera, Cachera, Lisímaco Chavarría, Sabana (parte), San José, Tremedal (parte), porvenir (parte)

## Transporte

### Carreteras
Al distrito lo atraviesan las siguientes rutas nacionales de carretera:
- Ruta nacional 135
- Ruta nacional 169
- Ruta nacional 702
- Ruta nacional 703
- Ruta nacional 705
- Ruta nacional 742